# Ludvig Douglas
Ludvig Wilhelm August Douglas, född 26 november 1849 i Zürich, död 20 juli 1916 i Lysekil, var en svensk greve, riksmarskalk, utrikesminister, landshövding, godsägare samt konservativ politiker.

## Biografi

### Bakgrund och karriär
Douglas var son till Carl Israel Wilhelm Douglas (1824-98) och grevinnan Lovisa Katarina von Langenstein und Gondelsheim, morganatisk dotter till storhertig Ludvig I av Baden. Ludvig Douglas blev kammarherre hos kronprins Gustaf 1881 men blev tjänstfri från hovet 1888.
Han gifte sig 30 september 1876 på Tosterup (Krist.) med grevinnan Anna Louise Dorotée Ehrensvärd (1855–1930), dotter till ministern för utrikes ärendena greve Albert Carl August Lars Ehrensvärd och Ingeborg Hedvig Vogt. Med henne hade han sönerna Robert, Archibald, Carl och Oscar.
Douglas, som på mödernet var släkt (halvsyssling) med Sveriges drottning Victoria, var protektionist och starkt tyskorienterad. Han avgick därför att han vägrade acceptera norrmännens rätt till "det rene flag" (den norska flaggan utan unionsmärke). Senare tog Douglas de norrländska skogsböndernas parti mot skogsbolagen och krävde lagstiftning till deras skydd.
Douglas vas landshövding i Uppsala län 1893–1895 och i Östergötlands län 1901–1912. Den 1 juni 1895 till 27 oktober 1899 var Douglas minister för utrikes ärenden.
1896 blev Douglas ledamot av Lantbruksakademien och 1912 blev han hedersledamot.

### Utrikesminister
Den som fäste statsminister Boströms uppmärksamhet på Douglas var Boströms vän, den framstående unionshöken Oscar Alin. Det föranledde Boströms utnämning av Douglas som delade Alins unionspolitiska ståndpunkter. Douglas blev därefter av Alin övertalad att acceptera utnämningen. Under hans tid som chef för Utrikesdepartementet, tillsattes den tredje blandade unionskommittén som senare utgav utlåtandet att de svenska och norska ståndpunkterna var oförenliga. Han blev hårt åtgången av andrakammarvänstern och Bjørnstjerne Bjørnson för sin unionspolitik. Flaggkrisen som uppstod mellan Sverige och Norge under början av 1898 angående unionsmärkets borttagande i den norska flaggan ledde till att kung Oscar II vägrade sanktionera stortingets beslut. Kungen gav med sig dock efter hård norsk press och lät i det norska statsrådet december 1898 promulgera lagen. Douglas fick därefter nog och lämnade regeringen i oktober 1899. Boström tog därefter över som tillförordnad utrikesminister och vidtog de nödvändiga åtgärderna för flagglagens tillämpning.Som utrikesminister var Douglas även livligt verksam för den svenska utrikeshandeln och konsulatsväsendets utveckling.

### Riksmarskalk
Som riksmarskalk var han aktiv i kulisserna gällande borggårdstalet och bondetåget 1914. Efter världskrigets utbrytande 1914 var han en av de drivande krafterna bakom aktivismen som ville ha svensk uppslutning på tysk sida, särskilt i syfte för att åstadkomma Finlands befrielse från det tsaristiska Ryssland.
Ludvig Douglas ligger begravd i Douglaska ättens gravkor i Vreta klosters kyrka.

## Utmärkelser

### Svenska utmärkelser
- Riddare och kommendör av Kungl. Maj:ts orden (Serafimerorden), 21 januari 1898.[5]
- Kronprins Gustafs och Kronprinsessan Victorias silverbröllopsmedalj, 1906.[6]
- Kommendör med stora korset av Nordstjärneorden, 1896.[1]
- Kommendör av första klassen av Nordstjärneorden, 1895.[1]
- Riddare av Nordstjärneorden, 1892.[1]
- Kommendör med stora korset av Vasaorden, 2 juni 1906.[7]
- Riddare av Carl XIII:s orden, 28 januari 1904.[8]

### Utländska utmärkelser
- Storkorset av Belgiska Leopoldsorden, 1895.[9][10]
- Storkorset av Danska Dannebrogorden med briljanter, mellan 1910 och 1915.[6][11]
- Storkorset av Danska Dannebrogorden, 1897.[1][9]
- Storkorset av Norska Sankt Olavs orden, 1914.[1][6][11]
- Riddare av första klassen av Preussiska Röda örns orden, 1895.[9]
- Storkorset av Spanska Karl III:s orden, 1898.[9]
- Storkorset av Österrikiska Leopoldsorden, 1897.[9]
- Första klassen av Osmanska rikets Osmanié-orden, 1898.[9]
- Första klassen av Japanska Uppgående solens orden, 1898.[9]
- Första klassen av Thailändska Vita elefantens orden, 1897.[9]
- Kommendör av andra klassen av Badiska Zähringer Löwenorden, 1884.[9]
- Riddare av andra klassen av Preussiska Kronorden, 1888.[9]
- Kommendör av första klassen av Luxemburgska Adolf av Nassaus civil- och militärförtjänstorden, 1885.[9]